# Great Barrington (condado de Berkshire, Massachusetts)
Great Barrington é um lugar designado pelo censo localizado no condado de Berkshire no estado estadounidense de Massachusetts. No Censo de 2010 tinha uma população de 2.231 habitantes e uma densidade populacional de 610,92 pessoas por km².

## Geografia
Great Barrington encontra-se localizado nas coordenadas 42° 11′ 38″ N, 73° 21′ 41″ O. Segundo a Departamento do Censo dos Estados Unidos, Great Barrington tem uma superfície total de 3.65 km², da qual 3.53 km² correspondem a terra firme e (3.33%) 0.12 km² é água.

## Demografia
Segundo o censo de 2010, tinha 2.231 pessoas residindo em Great Barrington. A densidade populacional era de 610,92 hab./km². Dos 2.231 habitantes, Great Barrington estava composto pelo 89.56% brancos, o 2.64% eram afroamericanos, o 0.54% eram amerindios, o 1.97% eram asiáticos, o 0% eram insulares do Pacífico, o 2.78% eram de outras raças e o 2.51% pertenciam a duas ou mais raças. Do total da população o 7.71% eram hispanos ou latinos de qualquer raça.